# 武功庙 (闽清县)
武功庙，俗称岳府、岳庙，是位于中国福建省福州市闽清县上莲乡莲埔村的一个明清时期的古建筑，1992年入选第四批闽清县文物保护单位。
武功庙是一座祭祀岳飞及其结义兄弟的庙宇，始建于南宋绍圣年间，后毁坏，明清时期重修，现代建筑为清朝时期所建，坐北朝南，土木结构，占地432平方米，正殿面阔4间、进深3间，后座大殿面阔5间、进深10柱，前出游廊，穿斗式木构架，歇山屋面，屋角起翘下施角鱼，燕尾正脊。整体建筑有着典型的宋代建筑特征，现保存较为完好。